# Solomon Northup
Solomon Northup (Minerva, comtat d'Essex (Nova York), el juliol del 1808) fou un afroamericà nascut lliure que es va fer cèlebre pel seu segrest l'any 1841 quan va acudir a una entrevista de treball. Mentre acompanyava els seus suposats assalariats al Districte de Colúmbia, aquests el van drogar per després vendre'l com a esclau. A partir d'aquest moment, Solomon viu un infern que el portarà al Rio Rojo del Mississipi. Quan va poder alliberar-se del seu captiveri, va escriure la seva història en unes memòries que han fet la volta del món i reescrit d'ençà. La seva història s'ha portat l'any 2013 al cinema fent d'aquest esclau un dels més cèlebres del món. La pel·lícula, 12 anys d'esclavitud, ha sigut guardonada amb 3 Òscars, 1 Globus d'Or i dos BAFTA. A més ha estat nominada més de 5 cops a l'Òscar, Globus d'or i BAFTA.

## Influència entre els historiadors
- La memòria de Northup es va tornar a imprimir el 1869.[2]
- Urlich Bonnell Phillips, en les seves obres Life and Labor in the Old South (Boston, 1929) i American Negro Slavery (Nova York, 1918) va posar en dubte l'autenticitat de la majoria de les narratives esclavistes però va afirmar que les memòries de Northup eren una descripció de la vida a les plantacions.[3][4]
- L'historiador Kenneth M. Stampp es va referir sovint a les memòries de Northup en el seu llibre sobre l'esclavitud, The Peculiar Institution (1956).[5][6] Stanley Elkins, en el seu llibre Slavery (Chicago, 1959) va afirmar que les memòries de Northup eren unes històries creïbles.[4]
- Des de mitjan segle xx, el Moviment per als Drets Civils i un increment dels treballs sobre la història de la societat i dels estudis afroamericans han renovat l'interès en les memòries de Northup.[7]
- La primera edició universitària de les seves memòries fou publicada el 1968.[8] Aquest està co-editat pels professors Sue Eakin i Joseph Logsdom i encara s'utilitza avui en dia a les classes universitàries.[7]
- El 1998, un equip d'estudiants de l'Union College, a Schenectady (Nova York), amb el seu professor de Ciències Polítiques, Clifford Brown van documentar la narrativa de Northup. Van recollir fotografies, arbres genealògics, tiquets de venda, mapes i records de l'hospital en un viatge a través de Nova York, Washington DC i Louisiana.[9] Van exhibir el seu material a l'edifici principal de l'institut.[9]
- Jesse Holland, en el seu llibre Black Men Built the Capitol (2007), l'autor diu que es basa en Northup.[10][Note 1]

## Llegat i honors
- El 1999, Saratoga Springs va erigir un marcador històric a la cantonada dels carrers Congress i Broadway per a commemorar la vida de Northup. Posteriorment la ciutat va establir el tercer dissabte de dijous com el dia de Solomon Northup per tal d'informar sobre la història dels afroamericans de la regió i per educar a favor de la justícia i la llibertat.[11][12]
- El 2000 la Biblioteca del Congrés dels Estats Units van acceptar programar el dia de Solomon Northup en els arxius permanents del American Folklife Center. El Anacostia Community Museum i el National Park Service-Network to Freedom Project[13] també han reconegut els mèrits d'aquest esdeveniment cultural. El "Solomon Northup Day - a Celebration of Freedom" encara se celebra anualment a la ciutat de Saratoga Springs i a Plattsburg (Nova York), amb el suport de l'Associació Històrica del Ferrocarril Subterrani del North Country.[14]

### Representació en els Mitjans de Comunicació, el Cinema i la Literatura
- La poeta Rita Dove, guanyadora d'un Premi Pulitzer va escriure el poema The Abduction sobre Northup. El va publicar en el seu primer llibre The Yellow House on the Corner (1980).[15]
- 1984, Twelve Years a Slave fou un telefilm basat en una adaptació de Solomon Northup's Odyssey. Fou dirigida per Gordon Parks. Northup fou representat per l'actor Avery Brooks.[16][17]
- El 2008 el compositor i saxofonista T. K. Blue va gravar la composició musical Follow the North Star que estava basat en la vida de Northup.[18]
- L'episodi "Division" del 2010 de la minisèrie de televisió America : The Story of Us explica la fugida de l'esclavitud de Northup. Posa èmfasi especial en com fou separat de la seva dona Eliza i dels seus fills. L'actor protagonista cita textualment passatges de l'obra de Northup.
- La pel·lícula de 2013, 12 anys d'esclavitud és una adaptació de les seves memòries que fou guionitzada per John Ridley i dirigida per Steve McQueen.[19] L'actor britànic Chiwetel Ejiofor va fer el paper de Northup i va ser nominat a millor actor en els premis oscar de 2014. La pel·lícula fou nominada a nou premis en total[20] i va guanyar el de millor fotografia i de millor guió adaptat.[21] Lupita Nyong'o, que va actuar en el paper de l'esclava Patsey, va guanyar el premi oscar a actriu revelació.[21]